# Gibbosaverruca mateoi
Gibbosaverruca mateoi är en kräftdjursart som beskrevs av Young 2002. Gibbosaverruca mateoi ingår i släktet Gibbosaverruca och familjen Verrucidae. Inga underarter finns listade i Catalogue of Life.